# Mark Kingsland
Mark Lyle Kingsland (14 de juliol de 1970) va ser un ciclista australià que s'especialitzà en la pista. Va guanyar una medalla de bronze al Campionat del món de Persecució per equips i una més als Jocs de la Commonwealth de 1990, amb la mateixa modalitat. Va participar en els Jocs de Barcelona de 1992 i va fer quart a la prova de velocitat individual.